# Музей соли (Люнебург)
Музей соли (нем. Deutsches Salzmuseum) — музей в немецком городе Люнебург (Нижняя Саксония), открытый в 1989 году на месте прекративших работу в 1980 году солевых промыслов.

## История
История соледобычи в городе насчитывает более тысячи лет. Именно ей Люнебург обязан своим богатством и процветанием. Соль залегала на глубине 40 метров. Её вымывали, закачивая под землю воду, а получившийся соляной раствор доставали из шахт ведрами или откачивали, после чего выпаривали на больших «сковородах» и высушивали. Годовой объем добычи соли составлял от 10 до 25 тысяч тонн, что позволяло продавать её по всей Европе и даже экспортировать в Россию.
В 1980 году добыча соли в Люнебурге была прекращена из-за её нерентабельности, и соляные источники теперь используются исключительно в лечебных целях. На территории музея проводятся ежегодные городские гуляния — Дни зюльфмайстеров (Sülfmeistertagen), напоминающие жителям о значении соледобычи в истории города.
В 1991 году Музей соли был удостоен ежегодной музейной премии от Совета Европы «за выдающийся вклад в сохранение европейского культурного наследия».

## Экспозиция
Музей расположен в здании, построенном в 1924 году и являющимся памятником промышленной культуры. Экспозиция музея состоит из четырёх основных разделов:
- Всё о соли
- Добыча соли в средние века
- Соль в XIX веке
- Соль в XX веке

Экспонатами музея являются устройства, приборы и механизмы для добычи соли, упаковочная тара, произведения искусства, фотодокументы и сама соль. В музее воссоздана производственная линия, позволяющая посетителям проследить весь цикл производства соли с момента добычи соляного раствора до стадии фасовки готового продукта.